# Acyphoderes prolixa
Acyphoderes prolixa là một loài bọ cánh cứng trong họ Cerambycidae.